# Green Beret (Computerspiel)
Green Beret ist ein Computerspiel, das 1985 von Konami zunächst als Arcade-Spiel entwickelt und herausgebracht wurde. Außerhalb Europas ist es unter Rush'n Attack bekannt. Es folgten mehrere Umsetzungen für Heimcomputer und die Spielkonsolen Nintendo Entertainment System und Xbox 360. Vom Spielprinzip handelt es sich um ein horizontal scrollendes Actionspiel aus der seitlichen 2D-Perspektive.

## Spielprinzip und Technik
Der Spieler muss die Figur eines amerikanischen Soldaten in olivgrüner Uniform (Anm.: In den meisten Versionen ist die Uniform oliv, außer in der NES-Version; dort ist sie blau.) durch sechs Levels (in Portierungen drei oder vier) steuern und Kriegsgefangene befreien, sowie Gegnerscharen besiegen. Die Laufrichtung ist Genre-typisch nach rechts, und es gibt bis zu zwei höhere Plattformen, die über Leitern erreichbar sind. Das Spiel startet in einer Militärbasis, es folgen ein Flughafen, ein Hafen, ein Wald, ein Warenlager und das Gefangenenlager. Am Ende jeden Levels befindet sich ein Endgegner, der vor dem Weitergehen besiegt werden muss.
Neben dem Schießen kann sich die Spielfigur auch flach auf den Boden legen, um Geschossen auszuweichen, oder springen. Wenn ein zweiter Spieler mitspielt trägt diese Figur eine rote Uniform.

### Waffen
Ausgerüstet ist der Soldat zunächst nur mit einem Messer und kann somit nur im Nahkampf agieren. Später findet er aber weitere Power-up-Waffen, wie Pistolen, Granaten und einen Flammenwerfer bzw. eine Bazooka, die mit dem zweiten Knopf gewechselt werden können. Zudem gibt es ein Schild, mit dem die Spielfigur unsichtbar wird.

### Schwierigkeitsgrad
Das Spiel besitzt einen äußerst hohen Schwierigkeitsgrad, denn jegliche Berührung mit einem der zahlreichen Gegner resultiert sofort in dem Verlust eines Spielelebens. Bei vielen Spielen dieser Art reduziert sich ansonsten nur ein Lebensbalken.

## Portierungen
- Atari 800 (1986)
- Amstrad CPC (1986)
- Commodore 16 (1986)
- Commodore 64 (1986)
- MSX (1986)
- PC-DOS (1998)[1]
- Sinclair ZX Spectrum (1986)
- Thomson TO7/8, M05 (1986)
- Game Boy Advance (2002)
- NES und PlayChoice-10 (1987)
- Xbox 360 (2010)[2]

Neben einer einfacheren Grafik unterscheiden sich die Umsetzungen in mehreren Punkten von der Arcade-Version. Meist gibt es weniger Levels, andere Waffen und andere Musik. Selbst die Hintergrundgeschichte differiert.

## Irem-Version 1980
1980 gab es von Irem ein gleichnamiges, aber weniger bekanntes und erfolgreiches Arcade-Spiel, das ein anderes Gameplay besitzt. Hierbei handelt es sich um ein Spiel mit einfacher 8-Farb-Grafik aus der Draufsicht und einem 2-Wege-Joystick.

## Rezeption
Für die deutsche ASM fühlte sich Redakteur Stefan Swiergiel vom Spielprinzip her stark an Rambo und Saboteur erinnert. Die ZX-Spectrum-Version sei aber grafisch detailliert und technisch sauber programmiert und werde trotz des makaberen Spielprinzips „seine Freunde finden“.